# 桨桨
桨桨（英語：Paddles，2016年—2017年11月7日）是一只黄白色的雌性多趾貓，为新西兰总理傑辛達·阿德恩和她的丈夫克拉克·蓋福德饲养的家猫。桨桨在推特上的形象是“第一家猫”。

## 早期生活
桨桨早期是一只救援猫，由阿德恩从新西兰反虐待动物协会（SPCA）机构收养。

## “第一家猫”
阿德恩上任总理后，桨桨以“第一家猫”的称号成为新西兰名猫，推特有一账号以她的名字设立。阿德恩称，她不知道是谁创建了桨桨的账号。
2017年10月，美国总统唐納·川普致电祝贺阿德恩就任总理时，桨桨在中途打断了谈话。

## 死亡
2017年11月7日，桨桨在奧克蘭郊区过马路时被一辆汽车碾压，不治身亡。